# Blake Wesley
Blake Wesley (ur. 16 marca 2003 w South Bend) – amerykański koszykarz, występujący na pozycjach rozgrywającego oraz rzucającego obrońcy, obecnie zawodnik San Antonio Spurs.
W dniu 23 czerwca 2022 Wesley został wybrany przez San Antonio Spurs jako 25 numer w pierwszej rundzie draftu NBA. 5 lipca 2022 Wesley podpisał kontrakt z San Antonio Spurs. Wesley zadebiutował 28 października 2022 w wygranym przez San Antonio Spurs meczu przeciwko Chicago Bulls. 

## Osiągnięcia
Stan na 25 lutego 2023, na podstawie, o ile nie zaznaczono inaczej.
NCAA
- Uczestnik rozgrywek II rundy turnieju NCAA (2022)
- Zaliczony do:
  - I składu najlepszych pierwszorocznych zawodników ACC (2022)
  - II składu konferencji Atlantic Coast (ACC – 2022)
- Najlepszy pierwszoroczny zawodnik kolejki konferencji ACC (13.12.2021, 10.01.2022, 24.01.2022)